# Oncidium zelenkoanum
Oncidium zelenkoanum är en orkidéart som beskrevs av Robert Louis Dressler och Franco Pupulin. Oncidium zelenkoanum ingår i släktet Oncidium och familjen orkidéer. Inga underarter finns listade i Catalogue of Life.